# Свредел на Преслер
Свределът на Преслер е ботаническа сонда, която служи за датиране възрастта на дървета. С този специализиран инструмент се извлича част от дървесната тъкан от живо дърво с относително незначително нараняване на самото растение. Изобретен е от Макс Роберт Преслер (нем. Maximilian Robert Preßler, 1815 – 1886), немски лесовъд и инженер.
Инструментът се състои от дръжка, накрайник за шнек и малка, полукръгла метална тавичка (извличаща сърцевината), която се вписва в шнека; последният обикновено се произвежда от карбидна стомана. Най-често се използва от лесовъди, изследователи и учени за определяне на възрастта на дадено дърво. Тази наука се нарича още дендрохронология. Операцията позволява на потребителя да преброи пръстените в сърцевината, за да разкрие възрастта на изследваното дърво и скоростта на растежа му. След употреба инструментът се разглобява: шнекът и екстракторът се вкарват в дръжката, което го прави изключително компактен и лесен за пренасяне.